# 咸康 (东晋)
咸康（335年-342年）是东晋皇帝晉成帝司馬衍的第二个年号，共计8年。
咸康八年六月晋康帝即位沿用。次年改元建元元年。

## 出生
- 咸康四年（338年）：苻堅

## 纪年
| 咸康 | 元年  | 二年  | 三年  | 四年  | 五年  | 六年  | 七年  | 八年  |
| ---- | ----- | ----- | ----- | ----- | ----- | ----- | ----- | ----- |
| 公元 | 335年 | 336年 | 337年 | 338年 | 339年 | 340年 | 341年 | 342年 |
| 干支 | 乙未  | 丙申  | 丁酉  | 戊戌  | 己亥  | 庚子  | 辛丑  | 壬寅  |

## 参看
- 中国年号索引
- 其他时期使用咸康的年号
- 同一时期存在的其他政权的年号
  - 建兴：前凉政权年号
  - 玉恒（335年-338年三月）：成汉政权李期年号
  - 汉兴（338年四月-343年）：成汉政权李寿年号
  - 建武（335年-348年）：后赵政权石虎年号
  - 龙兴（337年七月）：后赵时期农民起义领袖侯子光年号
  - 建国（338年十一月-376年）：代政权拓跋什翼犍年号